# Claude Baillon
Claude Baillon, né le 10 avril 1939 à Gazeran, est un maître verrier français. 
Diplômé de l’École nationale supérieure des arts appliqués et des métiers d’art, il réalise des travaux pour l’architecture et pour des édifices privés ou publics à partir de 1962. Il a créé des vitraux pour des bâtiments classés et restauré des objets inventoriés aux Monuments Historiques.

## Biographie

### Jeunesse
Claude Baillon naît et grandit dans la forêt de Rambouillet, sans son père, prisonnier en Allemagne. Cet environnement lui laisse un attachement particulier à la nature. Enfant de chœur, il est touché par le sacré. Il est scolarisé au lycée Hoche de Versailles où il obtient régulièrement le premier prix de dessin. 
Il devient l'élève de l'artiste peintre et céramiste Guillaume Met de Peninghen et entre à l’École des Métiers d’Arts de Paris pour y étudier l'art du vitrail. Diplômé en 1959, il y rencontre d'autres vitraillistes dont il reste proche : Gérard Hermet ainsi que Mireille et Jacques Juteau, ainsi que d'autres artistes comme Daniel Buren, Michel Parmentier et Michel Nuridsany. 
Après son mariage en 1961 avec Elisabeth, qu'il a rencontrée à l’École des métiers d'arts, il s'installe et travaille avec Gérard Hermet. Il crée des vitraux dans le nord de la France (Paris, Guise, Villers-Cotterêts, Rouen).

### Installation dans le Larzac
Il s'installe en 1971, avec sa famille, dans une ferme fortifiée à Brouzes-du-Larzac où sont créés un atelier de vitrail et un autre de tapisserie pour sa femme Elisabeth Baillon (artiste textile). Sa fille sculptrice, Agnès Baillon, quant à elle, s’installe à Paris.
Claude et Elisabeth participent à la lutte contre l’extension du camp militaire jusqu'en 1981. Il transfère en 1975 son atelier à Millau. 
Dans son atelier, Claude Baillon accueille des expositions.

## Investissement pour la diffusion de l'art des maîtres verriers
Claude Baillon a fondé et été le premier président de Hyalos, qui regroupe huit maîtres verriers en 1977 : Jacques et Mireille Juteau, Emmanuel Chauche, Jean-Dominique Fleury, Henri Guérin, Gérard Hermet, Guy Méliava, Louis-René Petit et André Ropion. L'objectif était de faire sortir l'art des verriers du seul cadre des églises et des fenêtres. Le groupe organise des expositions de vitraux durant sept ans.
Il a présidé la Chambre syndicale des maîtres verriers français en 1989 et 1990.
Il a par ailleurs été administrateur du Centre international du vitrail de Chartres, de 1988 à 1992 et animé le groupe Trans-Parois de 1990 à 1992.
Il est à l'origine de plusieurs rendez vous d’artistes aux Brouzes-du-Larzac.

## Style
Il possède une approche "moderne et contemporaine des vitraux",. Il veut concilier la modernité et la tradition, toujours en mettant en valeur la lumière, l'ouverture.

## Prix

### Vitrailliste
- 1982 : Grand prix départemental des métiers d’art (SEMA)
- 1989 : Mention spéciale du Jury du 2e Salon du vitrail de Chartres
- 1996 : Lauréat du concours de Pèlerin Magazine
- 2004 : Médaille d'argent de l'Académie d'architecture

### Littérature
- 2013 : prix du conseil départemental de l'Aveyron pour son ouvrage documentaire Verrier d'aujourd'hui[5].

## Œuvres
Claude Baillon a réalisé des vitraux pour de nombreuses églises et chapelles à travers la France : église de Mont-Saint Aignan, église d'Estaing, église de Bez-Bédène, chartreuse de Mélan, chapelle de Gozon, église de Gassin,.

### Principales réalisations

#### Intervention sur ou pour des bâtiments classés
- entre 1962 et 1970 : baie dans la chapelle nord de l'église Saint-Nicolas de Villers-Cotterêts[7]
- 1964 : verrière à personnages de saint Jean-Baptiste de La Salle pour l'église paroissiale Saint-Martin (attribution supposée)[8]
- 1975-1977 et 2010 : création de quinze verrières modernes, puis des vitraux de la crypte et de l'autel moderne pour l'église Saint-Fleuret d'Estaing[9],[10] ;
- 1977 : réparation des vitraux de la chapelle Saint-Jean-Baptiste dite chapelle de l'Ouradou[11] ;

- 1982 : série de huit verrière pour l'église paroissiale Notre-Dame-de-l'Espinasse à Millau[12]. Ces verrières, composées de rubans colorés de teinte bleu, rose, mauve, ont été commandées par l'administration pour remplacer les précédentes, détruites lors d'une tempête, avec l'appui de la municipalité de Millau ;
- 1992-1993 : "Danses mérovingiennes" : églises de Barsanges[13] et Chenailler-Mascheix[14],[15] ;
- 1983 et 1994 : oculus d'entrée et verrières de la crypte de l'église d'Auzits[16] ;
- 1995 : églises du Pouget[17] et Saint-Martin-de-Londres[18],[15] ;
- 1996: église de Saint-André-de-Buèges[15] ;
- 1999: église de Montbazin[15] ;
- 2002 : huit vitraux pour l'église Notre-Dame-des-Treilles de Saint-Véran[19] ;
- 2004 : deux vitraux dans des chapelles latérales de l'église Saint-Pierre de Nant[20] ;
- 2005 : église Saint-Christol de La Couvertoirade[21] ;
- 2017 : église Saint-Michel de Rouviac[22].

#### Autres créations
- 2010-2014 : vitraux de la chapelle du hameau de Blanc, en collaboration avec les écrivains Marie Rouanet et Yves Rouqette
- 1987- : "Cheminées de fées", sculptures de verre et de béton : collège Ferber (Lyon), Hôtel du département (Béziers), rond-point des Boulaines (Mende)
- autoroute A11 à Parcé-sur-Sarthe
- IUT de Saint-Lô

### Exposition
Claude Baillon est souvent exposé dans les musées de la région de Millau (Estaing, Mende, Florac, Rodez, Abbaye de Sylvanès, Saint-Affrique),. Il a participé à diverses expositions en France et à l’étranger, notamment :
- 1980 : Musée des arts décoratifs
- 1983 : Centre international du vitrail de Chartres
- 1985 : Centre international du vitrail de Chartres
- 1989 : Carré Sainte-Anne de Montpellier
- 1990 : FRAC de Languedoc-Roussillon
- 1990 : Centre international du vitrail de Chartres
- 2002-2003 : 8e biennale internationale de sculpture contemporaine au plateau d’Assy
- 2012-2013 : Lumière de verre - Claude Baillon, Musée de Millau et des Grands Causse
- 2014 : Claude Baillon - Jean Mauret. Deux artistes du verre et de la lumière, La Grange aux verrières[3]

#### Catalogues
- Claude Baillon, Claude Baillon, verrier d'aujourd'hui : lumière de verre, Souyri, Au fil du temps, 2012, 204 p. (ISBN 978-2-918298-30-4, OCLC 822017977, lire en ligne)
- Les amis de la Grange aux Verrières, Claude Baillon : Jean Mauret. Deux artistes du verre et de la lumière, Saint-Hilaire-en-Lignières (lire en ligne)

### Littérature documentaire
- Claude Baillon, Claude Baillon, verrier d'aujourd'hui : lumière de verre, Souyri, Au fil du temps, 2012, 204 p. (ISBN 978-2-918298-30-4, OCLC 822017977, lire en ligne)
- Claude Baillon et Philippe Ollivier (textes) (photogr. Joseph Pineau, Gilles Tordjeman), Promenades de verre : Guide des vitraux en Rouergue de Claude Baillon, s.l., s.n., novembre 2020, 144 p. (ISBN 979-10-699-4948-5).